# Доктор-Філліпс (Флорида)
Доктор-Філліпс (англ. Dr. Phillips) — переписна місцевість (CDP) в США, в окрузі Орандж штату Флорида. Населення — 12 328 осіб (2020).

## Географія
Доктор-Філліпс розташований за координатами 28°26′41″ пн. ш. 81°28′49″ зх. д. / 28.44472° пн. ш. 81.48028° зх. д. (28.444803, -81.480210).  За даними Бюро перепису населення США в 2010 році переписна місцевість мала площу 12,53 км², з яких 8,79 км² — суходіл та 3,74 км² — водойми.

## Демографія
Згідно з переписом 2010 року, у переписній місцевості мешкала 10 981 особа в 4251 домогосподарстві у складі 3098 родин. Густота населення становила 877 осіб/км².  Було 4935 помешкань (394/км²).
Расовий склад населення:
| - 75,1 % — білих - 13,9 % — азіатів - 4,1 % — чорних або афроамериканців - 0,2 % — корінних американців - 3,0 % — осіб інших рас |

До двох чи більше рас належало 3,7 %. Частка іспаномовних становила 12,9 % від усіх жителів.
За віковим діапазоном населення розподілялося таким чином: 21,2 % — особи молодші 18 років, 65,4 % — особи у віці 18—64 років, 13,4 % — особи у віці 65 років та старші. Медіана віку мешканця становила 43,0 року. На 100 осіб жіночої статі у переписній місцевості припадало 95,8 чоловіків;  на 100 жінок у віці від 18 років та старших — 92,2 чоловіків також старших 18 років.
Середній дохід на одне домашнє господарство  становив 134 437 доларів США (медіана — 80 304), а середній дохід на одну сім'ю — 156 307 доларів (медіана — 89 707). Медіана доходів становила 60 906 доларів для чоловіків та 43 442 долари для жінок. За межею бідності перебувало 7,1 % осіб, у тому числі 8,5 % дітей у віці до 18 років та 8,9 % осіб у віці 65 років та старших.
Цивільне працевлаштоване населення становило 5849 осіб. Основні галузі зайнятості: мистецтво, розваги та відпочинок — 23,7 %, освіта, охорона здоров'я та соціальна допомога — 21,5 %, науковці, спеціалісти, менеджери — 12,9 %, фінанси, страхування та нерухомість — 9,9 %.